# Jean Henri Raya
Jean Henri Raya Ribard (4 de Agosto 1944 Gourgeon, Haute-Saône, França - 21 de novembro 1973 - Rio de Janeiro), foi um militante durante a ditadura militar na América Latina. Desapareceu em 21 de novembro de 1973 na cidade do Rio de Janeiro.
É um dos casos investigados pela Comissão da Verdade, que apura mortes e desaparecimentos na ditadura militar brasileira.

## Biografia
Nascido na comunidade de Gourgeon, na França, Jean Henri Raya era filho de mãe francesa Gilberta Camila Ribard Raya e pai espanhol Ribart Raya Garcia. Seu pai havia combatido o franquismo na Guerra Civil Espanhola (1936-1939) e se mudado para a França durante a Segunda Guera. Passou os primeiros seis anos de sua vida na província francesa, mudando-se com a família para Buenos Aires em 1950. 
Na América Latina, Jean Henri casou-se com a uruguaia Mabel Alicia Bernis. Antes de imigrar para o Brasil em 1973, aos 29 anos, trabalhava no frigorífico Pedro Hermanos. 
Partindo de Buenos Aires, entre os dias 14 e 16 de novembro de 1973, ingressou no Brasil pela cidade de Uruguaiana, procedente de Paso de los Libres, de onde escreveu à sua esposa, com destino final no Rio de Janeiro. Segundo informações dos arquivos da Comissão Nacional sobre o Desaparecimento de Pessoas, o Conadep, viajou em ônibus da empresa Pluma, com a companhia de Antonio Luciano Pregoni e aparentemente uma terceira pessoa, Antonio Graciani. 
No dia 21 de novembro entrou em contato mais uma vez com a esposa Mabel e amigos de Buenos Aires, afirmando que chegara ao Rio de Janeiro e que se hospedara em um hotel na avenida Atlântica, nº 3.150, ficando no apartamento 204.
Foi a última vez que entrou em contato com a família. 
Em sua ficha no site da Comissão Nacional da Verdade, o perfil de Jean Henri Raya Ribard não é associado ou filiado à nenhuma organização política.

## Desaparecimento
São poucas as informações da participação militante de Henri na ditadura, devido a sua natureza estrangeira. Além de Jean Henri, outros dois militantes, o argentino Antonio Pregoni e o brasileiro Caiupy Alves de Castro, foram vistos pela última vez no final de novembro de 1973, no Rio de Janeiro.
Em abril de 1974, a mulher de Jean Henri, Mabel Bernis, recebeu uma informação de que Henri teria sido sequestrado pelos órgãos de segurança no Rio de Janeiro, motivado pelos frequentes contatos com exilados brasileiros em Buenos Aires.
Quase 40 anos depois, foi evidenciado que os desaparecimentos em questão podem estar ligados ao caso de Joaquim Pires Cerveira e João Batista Rita, sequestrados em Buenos Aires em dezembro do mesmo ano e vistos pela última vez em janeiro de 1974 no Destacamento de Operações de Informação - Centro de Operações de Defesa Interna (DOI-CODI) da rua Barão de Mesquita. É o que apontam documentos descobertos pela Comissão Nacional da Verdade no Arquivo Nacional.

## Comissão Nacional da Verdade
Nas apurações feitas pela Comissão Nacional da Verdade, conduzidas pelo grupo de trabalho Operação Condor no dia 11 de outubro de 2013, coordenado por Rosa Cardoso, pelo secretário-executivo da CNV André Saboia Martins e pela historiadora Janaína de Almeida Teles, durante audiência pública conjunta da CNV e da Comissão Estadual da Verdade Rubens Paiva, em São Paulo, houve desdobramentos sobre os desaparecimentos de Raya, Pregoni e Caiupy.
Na audiência, além de exibidas as evidências, foram ouvidos pela primeira vez no Brasil e em público os depoimentos da viúva de Raya, a psicanalista uruguaia Mabel Bernis Raya, que vive em Buenos Aires, o que colaborou para a pesquisa com base em testemunho desenvolvido pela historiadora Janaína Teles e incluído na segunda edição do Dossiê Ditadura da Comissão de Familiares de Mortos e Desaparecidos Políticos, de que os casos ocorridos no Rio e Buenos Aires têm ligação direta, em virtude dos contatos entre Raya e ativistas brasileiros exilados na capital argentina, o que agora é apoiado por prova documental.
O principal documento em questão, de 14 de março de 1974, encontrado no Arquivo Nacional pela CNV, na base de dados do Centro de Informações do Exterior (CIEX), do Ministério das Relações Exteriores, é uma comunicação interna do órgão em que o agente do CIEX Alberto Conrado Avegno (codinome de "Altair") relata novidades recebidas de outro informante.
O documento aponta que a escritora e poeta argentina Alicia Eguren era militante da esquerda peronista (genérico ao Movimento Nacional Justicialista, criado e liderado a partir do pensamento de Juan Domingo Perón, militar e estadista argentino, presidente eleito em 1946, 1951 e 1973 ), e seria o elo de ligação entre Joaquim Pires Cerveira, militar brasileiro caçado em 1964, banido do Brasil em 1970 e exilado na Argentina desde agosto de 1973, e o grupo de jovens militantes de esquerda integrado por Jean Raya e pelo ativista argentino Antonio Luciano Pregoni, que integrou os tupamaros do Uruguai no final dos anos 60.
Esse mesmo documento indica que um informante do CIEX estaria vindo para o Brasil para apurar as informações sobre o que teria acontecido com Raya e os outros desaparecidos no final de novembro no Rio de Janeiro (além do francês Raya e do argentino Pregoni haveria um segundo argentino, cuja identidade não fora confirmada).
O documento informa que Raya (cujo nome está erroneamente grafado como Juan Rays) teria estado ao Brasil em novembro de 1973 para uma ação em conjunto com a equipe de Joaquim Cerveira.
"É importante apresentar esse caso ao público brasileiro, pois ele ficou durante muitos anos esquecido, uma vez que, após a Anistia, familiares de mortos e desaparecidos brasileiros haviam perdido o contato com a viúva de Raya, cuja família não pediu o reconhecimento de sua situação de desaparecido político no Brasil. Com a divulgação, espera-se que outras pessoas que possam ajudar a elucidar esses desaparecimentos contribuam com a Comissão", afirmou André Saboia.